# Suka Mulia (Lembah Seulawah)
Suka Mulia is een bestuurslaag in het regentschap Aceh Besar van de provincie Atjeh, Indonesië. Suka Mulia telt 867 inwoners (volkstelling 2010).